# Marcos Martínez
Marcos Martínez Ucha (ur. 15 października 1985 w Madrycie) – hiszpański kierowca wyścigowy.

## Kariera

### Formuła Junior
Marcos karierę rozpoczął w roku 1998, od startów w kartingu. W 2004 roku przeszedł do wyścigów samochodów jednomiejscowych, debiutując w Hiszpańskiej Formule Junior 1600. Stanąwszy raz na podium, zmagania zakończył na 8. miejscu.

### Formuła 3
W latach 2005–2008 Martinez brał udział w Hiszpańskiej Formule 3. Najlepiej spisał się w pierwszym roku startów, kiedy to w głównym cyklu został sklasyfikowany na 9. pozycji, natomiast w Pucharze F300, sięgnął po tytuł wicemistrzowski. Faktycznie jednak startował tylko w tym pucharze. W kolejnych dwóch sezonach był liczony już tylko do głównej klasyfikacji, w której zajął wówczas odpowiednio 10. i 13. lokatę, w generalnej klasyfikacji. W 2008 roku zaliczył gościnny występ, w jednej rundzie. W ciągu dwóch wyścigów, w jednym sięgnął po zwycięstwo. Nie był jednak liczony do klasyfikacji.

### Seria GP2
W sezonie 2007 Hiszpan dostał szansę startów w bezpośrednim przedsionku Formuły 1 - serii GP2. W hiszpańskiej ekipie Racing Engineering, zastąpił wówczas Wenezuelczyka Ernesto Viso. Brak doświadczenia odbił jednak piętno na wynikach. W debiutanckiej dla niego rundzie, na torze Hungaroring, nawet nie przeszedł kwalifikacji. Głównym powodem tego zajścia, była jednak awaria silnika w bolidzie Hiszpana. Do kolejnych czterech eliminacji, zdołał się zakwalifikować, jednakże tylko w trzech znalazł się na mecie. Podczas pierwszego wyścigu, na dobrze znanym dla siebie, hiszpańskim torze Ricardo Tormo, dojechał na świetnej czwartej lokacie. Dzięki dorobku pięciu punktów, ostatecznie rywalizację ukończył na 22. miejscu. 

### Formuła Renault 3.5
W roku 2006 Marcos zadebiutował w wyścigach Formuły Renault 3.5, zastępując we włoskiej ekipie EuroInternational Brazylijczyka Carlosa Iaconelliego. Wystąpił w sześciu wyścigach, w żadnym jednak nie dojechał do mety.
Do serialu powrócił w sezonie 2008. Reprezentując hiszpańską stajnię Pons Racing, już w pierwszym wyścigu uzyskał najszybszy czas okrążenia. W ciągu siedemnastu wyścigów, tylko czterokrotnie znalazł się jednak na punktowanych lokatach. Najlepiej zaprezentował się podczas pierwszego wyścigu, w Portugalii, w którym dojechał na drugiej pozycji. Zdobyte punkty pozwoliły Marcosowi zająć w klasyfikacji 15. pozycję.
W 2009 roku Martinez (ponownie w Pons Racing) w znakomity sposób rozpoczął zmagania, zwyciężając w pierwszych trzech wyścigach. Po czwarty triumf sięgnął jeszcze w sobotniej rywalizacji w Wielkiej Brytanii. Poza tym jeszcze trzykrotnie sięgnął po punkty. Będąc zdecydowanym liderem po pierwszej połowie sezonu, w drugiej spisał się fatalnie, ani razu nie dojeżdżając na punktowanych pozycjach. Tak słaba postawa sprawiła, że Marcos w generalnej klasyfikacji spadł dopiero na 7. miejsce.
W Formule Renault 3.5 pojawił się jeszcze podczas dwóch wyścigów w sezonie 2011. Zmieniła ona rundę na Hungaroringu Rumuna Michaela Hercka w zespole Pons Racing. Gdy pierwszy wyścig nie ukończył, w drugim był sklasyfikowany na 13 pozycji. Sezon ukończył na 31 miejscu w klasyfikacji generalnej.

### Superleague Formula
W sezonie 2010 Hiszpan przeniósł się do serii Superleague Formula. Ścigając się w barwach Sevilli (zespół EmiliodeVillota Motorsport), Marcos dwukrotnie stanął na podium, w tym raz zwyciężył, ostatecznie zajmując 14. lokatę, w końcowej klasyfikacji.

## Statystyki
| Sezon | Seria                          | Zespół             | Wyścigi | Zwycięstwa | PP | NO | Podium | Punkty | Pozycja |
| ----- | ------------------------------ | ------------------ | ------- | ---------- | -- | -- | ------ | ------ | ------- |
| 2004  | Hiszpańska Formuła Junior 1600 |                    |         | 0          | 0  |    | 1      | 48     | 8       |
| 2005  | Puchar Hiszpańskiej Formuły 3  | Racing Engineering | 15      | 5          | 5  |    | 9      | 82     | 2       |
| 2005  | Hiszpańska Formuła 3           | Racing Engineering | 15      | 5          | 5  |    | 9      | 31     | 9       |
| 2006  | Hiszpańska Formuła 3           | Racing Engineering | 14      | 1          | 0  | 0  | 1      | 28     | 10      |
| 2006  | Formuła Renault 3.5            | EuroInternational  | 6       | 0          | 0  | 0  | 0      | 0      | NS†     |
| 2007  | Hiszpańska Formuła 3           | Novo Team          | 10      | 0          | 0  | 1  | 1      | 22     | 13      |
| 2007  | Seria GP2                      | Racing Engineering | 8       | 0          | 0  | 0  | 0      | 5      | 22      |
| 2008  | Hiszpańska Formuła 3           | TEC Auto           | 2       | 0          | 0  | 0  | 0      | 0      | NS†     |
| 2008  | Puchar Hiszpańskiej Formuły 3  | TEC Auto           | 2       | 1          | 1  | 1  | 2      | 0      | NS†     |
| 2008  | Formuła Renault 3.5            | Pons Racing        | 17      | 0          | 0  | 1  | 1      | 21     | 15      |
| 2009  | Formuła Renault 3.5            | Pons Racing        | 17      | 4          | 1  | 0  | 4      | 73     | 7       |
| 2010  | Superleague Formula            | Sevilla FC         | 25      | 1          | 1  | 0  | 2      | 355    | 14      |
| 2011  | Racecar Series - Elite         | Pole Position 81   | 2       | 0          | 0  | 0  | 0      | 64     | 35      |
| 2011  | Formuła Renault 3.5            | Pons Racing        | 2       | 0          | 0  | 0  | 0      | 0      | 31      |

## Wyniki w GP2
| Legenda oznaczeń w tabelach wyników Wyświetl szablon na nowej stronie | Legenda oznaczeń w tabelach wyników Wyświetl szablon na nowej stronie                                                                     |
| Oznaczenie                                                            | Wyjaśnienie |
| --------------------------------------------------------------------- | --- |
| Złoty                                                                 | Zwycięzca lub mistrzostwo |
| Srebrny                                                               | 2. miejsce lub wicemistrzostwo |
| Brązowy                                                               | 3. miejsce lub II wicemistrzostwo |
| Zielony                                                               | Ukończył, punktował (w klasyfikacji generalnej, gdy zdobył co najmniej jeden punkt na przestrzeni sezonu, poza trzema powyższymi opcjami) |
| Niebieski                                                             | Ukończył, nie punktował (w klasyfikacji generalnej, gdy nie zdobył co najmniej jednego punktu na przestrzeni sezonu)                      |
| Czerwony                                                              | Nie zakwalifikował się (NZ) |
| Czerwony                                                              | Nie prekwalifikował się (NPK) |
| Różowy                                                                | Nie ukończył (NU) |
| Różowy                                                                | Niesklasyfikowany (NS) (w klasyfikacji generalnej, gdy nie został sklasyfikowany w żadnym wyścigu sezonu)                                 |
| Czarny                                                                | Zdyskwalifikowany (DK) |
| Czarny                                                                | Wykluczony (WYK/EX) |
| Biały                                                                 | Nie wystartował (NW) |
| Biały                                                                 | Kontuzjowany (K/INJ) |
| Biały                                                                 | Wyścig odwołany (OD/C) |
| Bez koloru                                                            | Został wycofany (WYC/WD) |
| Bez koloru                                                            | Nie przybył (NP/DNA) |
| Bez koloru                                                            | Nie brał udziału w treningach (NT/DNP) |
| Bez koloru                                                            | Nie został zgłoszony (–) |
| Pogrubienie                                                           | Start z pole position |
| Kursywa                                                               | Najszybsze okrążenie wyścigu |
| †                                                                     | Nie ukończył, ale jego rezultat został zaliczony ze względu na przejechanie więcej niż 90% dystansu wyścigu.                              |
| *                                                                     | Sezon w trakcie |
| 1/2/3                                                                 | Punktowana pozycja w sprincie kwalifikacyjnym                                                                                             |
| Lista systemów punktacji Formuły 1                                    | |

| Rok  | Zespół             | Wyniki w poszczególnych eliminacjach | Wyniki w poszczególnych eliminacjach | Wyniki w poszczególnych eliminacjach | Wyniki w poszczególnych eliminacjach | Wyniki w poszczególnych eliminacjach | Wyniki w poszczególnych eliminacjach | Wyniki w poszczególnych eliminacjach | Wyniki w poszczególnych eliminacjach | Wyniki w poszczególnych eliminacjach | Wyniki w poszczególnych eliminacjach | Wyniki w poszczególnych eliminacjach | Wyniki w poszczególnych eliminacjach | Wyniki w poszczególnych eliminacjach | Wyniki w poszczególnych eliminacjach | Wyniki w poszczególnych eliminacjach | Wyniki w poszczególnych eliminacjach | Wyniki w poszczególnych eliminacjach | Wyniki w poszczególnych eliminacjach | Wyniki w poszczególnych eliminacjach | Wyniki w poszczególnych eliminacjach | Wyniki w poszczególnych eliminacjach | Punkty | Pozycja |
| ---- | ------------------ | ------------------------------------ | ------------------------------------ | ------------------------------------ | ------------------------------------ | ------------------------------------ | ------------------------------------ | ------------------------------------ | ------------------------------------ | ------------------------------------ | ------------------------------------ | ------------------------------------ | ------------------------------------ | ------------------------------------ | ------------------------------------ | ------------------------------------ | ------------------------------------ | ------------------------------------ | ------------------------------------ | ------------------------------------ | ------------------------------------ | ------------------------------------ | ------ | ------- |
| 2007 | Racing Engineering | BHR                                  | BHR                                  | ESP                                  | ESP                                  | MON                                  | FRA                                  | FRA                                  | GBR                                  | GBR                                  | DEU                                  | DEU                                  | HUN                                  | HUN                                  | TUR                                  | TUR                                  | ITA                                  | ITA                                  | BEL                                  | BEL                                  | VAL                                  | VAL                                  | 5      | 22      |
| 2007 | Racing Engineering | –                                    | –                                    | –                                    | –                                    | –                                    | –                                    | –                                    | –                                    | –                                    | –                                    | –                                    | NZ                                   | NZ                                   | 13                                   | NU                                   | NU                                   | NU                                   | NU                                   | NU                                   | 4                                    | 22                                   | 5      | 22      |

## Wyniki w Formule Renault 3.5
| Legenda oznaczeń w tabelach wyników Wyświetl szablon na nowej stronie | Legenda oznaczeń w tabelach wyników Wyświetl szablon na nowej stronie                                                                     |
| Oznaczenie                                                            | Wyjaśnienie |
| --------------------------------------------------------------------- | --- |
| Złoty                                                                 | Zwycięzca lub mistrzostwo |
| Srebrny                                                               | 2. miejsce lub wicemistrzostwo |
| Brązowy                                                               | 3. miejsce lub II wicemistrzostwo |
| Zielony                                                               | Ukończył, punktował (w klasyfikacji generalnej, gdy zdobył co najmniej jeden punkt na przestrzeni sezonu, poza trzema powyższymi opcjami) |
| Niebieski                                                             | Ukończył, nie punktował (w klasyfikacji generalnej, gdy nie zdobył co najmniej jednego punktu na przestrzeni sezonu)                      |
| Czerwony                                                              | Nie zakwalifikował się (NZ) |
| Czerwony                                                              | Nie prekwalifikował się (NPK) |
| Różowy                                                                | Nie ukończył (NU) |
| Różowy                                                                | Niesklasyfikowany (NS) (w klasyfikacji generalnej, gdy nie został sklasyfikowany w żadnym wyścigu sezonu)                                 |
| Czarny                                                                | Zdyskwalifikowany (DK) |
| Czarny                                                                | Wykluczony (WYK/EX) |
| Biały                                                                 | Nie wystartował (NW) |
| Biały                                                                 | Kontuzjowany (K/INJ) |
| Biały                                                                 | Wyścig odwołany (OD/C) |
| Bez koloru                                                            | Został wycofany (WYC/WD) |
| Bez koloru                                                            | Nie przybył (NP/DNA) |
| Bez koloru                                                            | Nie brał udziału w treningach (NT/DNP) |
| Bez koloru                                                            | Nie został zgłoszony (–) |
| Pogrubienie                                                           | Start z pole position |
| Kursywa                                                               | Najszybsze okrążenie wyścigu |
| †                                                                     | Nie ukończył, ale jego rezultat został zaliczony ze względu na przejechanie więcej niż 90% dystansu wyścigu.                              |
| *                                                                     | Sezon w trakcie |
| 1/2/3                                                                 | Punktowana pozycja w sprincie kwalifikacyjnym                                                                                             |
| Lista systemów punktacji Formuły 1                                    | |

| Rok  | Zespół            | Wyniki w poszczególnych eliminacjach | Wyniki w poszczególnych eliminacjach | Wyniki w poszczególnych eliminacjach | Wyniki w poszczególnych eliminacjach | Wyniki w poszczególnych eliminacjach | Wyniki w poszczególnych eliminacjach | Wyniki w poszczególnych eliminacjach | Wyniki w poszczególnych eliminacjach | Wyniki w poszczególnych eliminacjach | Wyniki w poszczególnych eliminacjach | Wyniki w poszczególnych eliminacjach | Wyniki w poszczególnych eliminacjach | Wyniki w poszczególnych eliminacjach | Wyniki w poszczególnych eliminacjach | Wyniki w poszczególnych eliminacjach | Wyniki w poszczególnych eliminacjach | Wyniki w poszczególnych eliminacjach | Punkty | Pozycja |
| ---- | ----------------- | ------------------------------------ | ------------------------------------ | ------------------------------------ | ------------------------------------ | ------------------------------------ | ------------------------------------ | ------------------------------------ | ------------------------------------ | ------------------------------------ | ------------------------------------ | ------------------------------------ | ------------------------------------ | ------------------------------------ | ------------------------------------ | ------------------------------------ | ------------------------------------ | ------------------------------------ | ------ | ------- |
| 2006 | EuroInternational | ZOL                                  | ZOL                                  | MON                                  | TUR                                  | TUR                                  | ITA                                  | ITA                                  | SFR                                  | SFR                                  | DEU                                  | DEU                                  | GBR                                  | GBR                                  | FRA                                  | FRA                                  | ESP                                  | ESP                                  | –      | NS      |
| 2006 | EuroInternational | –                                    | –                                    | –                                    | –                                    | –                                    | –                                    | –                                    | –                                    | –                                    | NU                                   | NU                                   | NU                                   | NU                                   | NW                                   | NU                                   | –                                    | –                                    | –      | NS      |
| 2008 | Pons Racing       | ITA                                  | ITA                                  | BEL                                  | BEL                                  | MON                                  | GBR                                  | GBR                                  | HUN                                  | HUN                                  | DEU                                  | DEU                                  | FRA                                  | FRA                                  | PRT                                  | PRT                                  | ESP                                  | ESP                                  | 21     | 15      |
| 2008 | Pons Racing       | NU                                   | NU                                   | NU                                   | 9                                    | 15                                   | 2                                    | 6                                    | 13                                   | NU                                   | 11                                   | 11                                   | 15                                   | 24                                   | 11                                   | 7                                    | NU                                   | NU                                   | 21     | 15      |
| 2009 | Pons Racing       | CAT                                  | CAT                                  | BEL                                  | BEL                                  | MON                                  | HUN                                  | HUN                                  | GBR                                  | GBR                                  | FRA                                  | FRA                                  | PRT                                  | PRT                                  | DEU                                  | DEU                                  | ARA                                  | ARA                                  | 73     | 7       |
| 2009 | Pons Racing       | 1                                    | 1                                    | 1                                    | 5                                    | NU                                   | 6                                    | NU                                   | 1                                    | 6                                    | 17                                   | NU                                   | 15                                   | NU                                   | NU                                   | NU                                   | 11                                   | 13                                   | 73     | 7       |
| 2011 | Pons Racing       | ARA                                  | ARA                                  | BEL                                  | BEL                                  | ITA                                  | ITA                                  | MON                                  | DEU                                  | DEU                                  | HUN                                  | HUN                                  | GBR                                  | GBR                                  | FRA                                  | FRA                                  | CAT                                  | CAT                                  | 0      | 31      |
| 2011 | Pons Racing       | –                                    | –                                    | –                                    | –                                    | –                                    | –                                    | –                                    | –                                    | –                                    | NU                                   | 13                                   | –                                    | –                                    | –                                    | –                                    | –                                    | –                                    | 0      | 31      |